# 道の駅しもにた
道の駅しもにた（みちのえき しもにた）は、群馬県甘楽郡下仁田町にある国道254号の道の駅である。

## 沿革
- 2004年（平成16年）12月6日 - 開駅。
- 2015年（平成27年）7月 - 西上州4町村（下仁田町、南牧村、上野村、神流町）で道の駅包括連携協定を締結[2]。
- 2016年（平成28年）1月27日 - 国土交通省により平成27年度重点「道の駅」に選定される[3]。

## 施設
- 駐車場（小型車75台、大型車23台、身体障害者用2台）
- トイレ（男12、女12、身体障害者用1）
- 公衆電話
- 観光案内所
  - 下仁田町観光協会が2014年（平成26年）6月19日に開設し、同年8月21日に全面開業した[4]。
  - 世界文化遺産「荒船風穴」の案内や特産の蒟蒻作り体験施設が設置されている[4]。
- 物産品販売所
- 飲食店舗

## 休館日
- 第2・4火曜日

## アクセス
- 国道254号[1]
- 上信越自動車道下仁田インターチェンジ
- 群馬県道48号下仁田安中倉渕線
- 上信電鉄上信線 千平駅（約800 m）

## 周辺
- 群馬県立下仁田高等学校
- 群馬県道195号南蛇井下仁田線
- 鏑川
- 荒船風穴
- 高速バス「下仁田」停留所（池袋駅方面行き[5][6]）